# علم ملاوي
علم ملاوي (الشيشيوا:mbendera ya Malaŵi) أعتمد علم جمهورية مالاوي رسميًا في 6 يوليو 1964، عندما استقلت مستعمرة نياسالاند عن الحكم البريطاني وأصبح اسمها ملاوي. ويتكون علم مالاوي من ثلاثة ألوان هي الأسود، الأحمر والأخضر.

## معنى الوان العلم
- الأسود: يرمز إلى الشعب الأفريقي.
- الأحمر: يرمز إلى دماء الذين ضحوا من أجل حرية البلاد وأفريقيا.
- الأخضر: يرمز إلى طبيعة ملاوي.
- الشمس ترمز للأمل وإلى حرية أفريقيا.
- أشعة الشمس الواحد والثلاثين ترمز إلى أن ملاوي كانت الدولة الأفريقية رقم 31 في وقت استقلالها.

## 2012-2010
في 29 يوليو 2010 أعتمد علم جديد لملاوي. حيث غيرت خطوط العلم السابق لتتناسب مع علم الوحدة الأفريقية. استبدالت الشمس المشرقة التي كانت توجد على قمة العلم بشمس بيضاء مركزية مع 45 شعاعًا تمثل «التقدم الاقتصادي» الذي حققته مالاوي منذ استقلالها (كانت في الواقع واحدة من أكثر المناطق التي لم تنجح في العالم بعد عام 1990). ووافق على العلم من قبل رئيس ملاوي، بينجو وا موثاريكا، الذي وافق على تغيير العلم في 29 يوليو 2010. كان هناك الكثير من الاحتجاج العام حول ما إذا كانت هناك حاجة لتغيير العلم، لكن العملية استمرت على الرغم من معارضة الجمهور. لُقّب العلم بازدراء «علم بينغو» من قبل غالبية الأمة الذين رأوه علمًا غير شرعي. اعترض الكثيرون على العلم الجديد، معتبرين أن اعتماده غير ديمقراطي.
في 28 مايو 2012، في عهد الرئيس الجديد جويس باندا، صوت البرلمان للعودة إلى علم الاستقلال.

## الألوان
حددت يتم تحديد ألوان العلم باستخدام الألوان البريطانية القياسية:
| مالاوي                      | أسود  | أحمر  | أخضر  |
| --------------------------- | ----- | ----- | ----- |
| الألوان البريطانية القياسية | 0-000 | 0-005 | 0-010 |

## معرض

علم ملاوي الرئاسي
علم الحاكم العام لملاوي (1964-1966)
علم حاكم نياسالاند (1914-1964)
علم الحاكم العام لاتحاد روديسيا ونياسالاند (1953-1963)
علم أفريقيا الوسطى البريطانية (1893-1914)
علم نياسالاند (1914-1919)
علم نياسالاند (1919-1925)
علم نياسالاند (1925–1964)
علم اتحاد رودسيا ونياسالاند (1953-1963)
علم ملاوي (1964-2010 ومنذ 2012)
علم مالاوي المستخدم ما بين 29 يوليو 2010 إلى 28 مايو من عام 2012